# Округ Тејлор (Западна Вирџинија)
Округ Тејлор (енгл. Taylor County) је округ у америчкој савезној држави Западна Вирџинија.

## Демографија
По попису из 2010. године број становника је 16.895, што је 806 (5,0%) становника више него 2000. године.
| Група             | 2000.          | 2010.          |
| Белци             | 15.712 (97,7%) | 16.377 (96,9%) |
| Афроамериканци    | 134 (0,8%)     | 125 (0,7%)     |
| Азијати           | 27 (0,2%)      | 60 (0,4%)      |
| Хиспаноамериканци | 95 (0,6%)      | 143 (0,8%)     |
| Укупно            | 16.089         | 16.895         |